# Butheolus gallagheri
Espèce
Butheolus gallagheri est une espèce de scorpions de la famille des Buthidae.

## Distribution
Cette espèce est endémique du Dhofar en Oman. Elle se rencontre vers Jabal Samhan et Jabal Qara.

## Description
Les mâles mesurent de 26,05 à 27,85 mm et les femelles de 25,30 à 31,80 mm.

## Étymologie
Cette espèce est nommée en l'honneur de Michael D. Gallagher.

## Publication originale
- Vachon, 1980 : « Scorpions du Dhofar. The scientific results of the Oman flora and fauna survey 1977 (Dhofar). » Journal of Oman Studies Special Report, no 2, p. 251-263.